# Zsarnóczay János
Zsarnóczay János (Budapest, III. kerület, 1893. október 25. – Budapest, XII. kerület, 1946. augusztus 22.) magyar királyi gazdasági főtanácsos.

## Sportvezetőként
Sportpályafutása a BEAC-ban kezdődött, 1908-ban a MAC-ba lépett. A Magyar Labdarúgó-szövetség tanácstagja. 1925-ben a magyar bajnokság I. osztályú játékvezetője, egy időben a Magyar Futballbírák Testületének (BT) elnöke.  1926-ban az újjáalakult BLASZ első elnöke. Ebben a pozícióban 1936-ig sikeres tevékenységet végzett. A MOVE Labdarúgó Liga elnöke, majd az MLSZ ügyvezető alelnöke. 1939-ben egy rövid időre újra a  BLASZ elnöke. A profizmus egyik legelszántabb ellenzője, s ezáltal a radikális jobboldal egyik kedvelt alakja volt. A legtisztább amatőr eszmék megalkuvást nem tűrő zászlóhordozója volt.

## Sikerei, díjai
A souverain katonai Máltai lovagrend magisztrális (nagyszerű) lovagja.
A lovagrend budapesti képviseletének vezetője.